# Lagarosyfon
Lagarosyfon (Lagarosiphon Harv.) – rodzaj wieloletnich, wodnych hydrochamefitów, należący do rodziny żabiściekowatych (Hydrocharitaceae), obejmujący 9 gatunków pochodzących z tropikalnej i południowej Afryki i Madagaskaru. Jeden z gatunków, lagarosyfon wielki, został introdukowany i naturalizowany w Europie (na Wyspy Brytyjskie, w Austrii, Niemczech, Holandii, Szwajcarii, Francji i Włoszech) oraz zawleczony do Nowej Zelandii, Stanów Zjednoczonych i Australii. W miejscach introdukcji jest gatunkiem inwazyjnym, wypierającym florę rodzimą. Paradoksalnie, w miejscach naturalnego występowania, uważany jest on za gatunek zagrożony wyginięciem.
Nazwa naukowa rodzaju pochodzi od greckich słów λαγαρός (lagaros – ścieńczony, wąski) i σιφόνι (sifoni – syfon, rura) i odnosi się do budowy korony kwiatu tych roślin. 

## Morfologia
PokrójRośliny wodne osiągające 5 metrów długości (lagarosyfon wielki), tworzące masywne, podwodne lub wpół wynurzone "dywany" ze splątanych osobników.
ŁodygaWydłużone, regularnie rozgałęzione.
LiściePołożone skrętolegle, w spiralach, rzadziej naprzeciwlegle w 3 lub więcej okółkach, łuskowate i mniej więcej trójkątne lub właściwe i równowąsko-lancetowate.
KwiatyRośliny dwupienne, rzadko jednopienne. Kwiaty jednopłciowe, zebrane w kwiatostany, wyrastające z wierzchołka łodygi. Kwiatostany kwiatów męskich osadzone na szypule, kuliste, wielokwiatowe. Kwiaty żeńskie pojedyncze, siedzące. Okwiat podwójny, trójdziałkowy i trójpłatkowy. Kwiaty męskie drobne, 6-pręcikowe, przy czym 3 pręciki są płodne i położone równolegle do powierzchni wody, a 3 pręciki są nitkowate, bezpłodne, położone prostopadle i pełniące funkcję "żagli". Kwiaty żeńskie z nitkowatym hypancjum wynoszącym kwiat nad powierzchnię wody, z 3 równowąskimi prątniczkami, trójowocolistkowe. Kwiaty obupłciowe były zaobserwowane w populacjach na Madagaskarze.
OwoceWrzecionowata torebka, zawierająca od 5 do 30 elipsoidalnych nasion.
GenetykaLiczba chromosomów 2n = 22.

## Systematyka
Jeden z 7 rodzajów wyróżnianych w obrębie podrodziny Anacharidoideae wchodzącej w skład rodziny żabiściekowatych (Hydrocharitaceae).
Gatunki
- Lagarosiphon cordofanus Casp. – lagarosyfon delikatny
- Lagarosiphon hydrilloides Rendle
- Lagarosiphon ilicifolius Oberm.
- Lagarosiphon madagascariensis Casp. – lagarosyfon  madagarski
- Lagarosiphon major (Ridl.) Moss – lagarosyfon   wielki
- Lagarosiphon muscoides Harv. – lagarosyfon mszysty[11]
- Lagarosiphon rubellus Ridl.
- Lagarosiphon steudneri Casp. in G.Schweinfurth
- Lagarosiphon verticillifolius Oberm.

## Zagrożenie i ochrona
Siedem gatunków Lagarosiphon zostało uwzględnionych w Czerwonej księdze gatunków zagrożonych:
- Lagarosiphon cordofanus – ze statusem LC (mniejszej troski)
- Lagarosiphon hydrilloides – ze statusem DD (o nieokreślonym stopniu zagrożenia)
- Lagarosiphon ilicifolius – ze statusem LC (mniejszej troski)
- Lagarosiphon major – ze statusem LC (mniejszej troski)
- Lagarosiphon rubellus – ze statusem DD (o nieokreślonym stopniu zagrożenia)
- Lagarosiphon steudneri – ze statusem VU (narażony)
- Lagarosiphon verticillifolius – ze statusem LC (mniejszej troski)

## Zastosowanie
Wybrane gatunki Lagarosiphon uprawiane są w stawach i oczkach jako wodne rośliny ozdobne, a także stosowane są jako rośliny akwariowe.